# Íslendingabók
Íslendingabók (v překladu Kniha Islanďanů) je historické dílo zabývající se ranou islandskou historií. Kniha vznikla mezi lety 1122 a 1133. Autorem byl islandský kněz Ari Þorgilsson působící na počátku 12. století. Kniha je napsána ve staré severštině. Autor se v díle snaží prokázat spolehlivost svých zdrojů (výhradně orálních) a devět z nich jmenovitě uvádí. Vyhýbá se tématu nadpřirozených jevů, takže jeho dílo působí spíše historiograficky, byť sklon vnímat počátky Islandu z křesťanského hlediska je patrný. Snaha o objektivitu je patrná již z předmluvy, kde autor výslovně uvádí, že cokoli bude v jeho díle dokázáno jako chybné, musí být opraveno. I proto knihu historici považují za nejspolehlivější dochovaný zdroj raných islandských dějin. Kniha začíná popisem příjezdu Norů na Island a končí popisem počátků křesťanství. Na konci knihy je prostor věnován podrobným genealogiím. Íslendingabók je rozdělen do deseti krátkých kapitol. Dílo původně existovalo ve dvou různých verzích (neboť s první nebyl biskup Brynjólfur Sveinsson spokojený), dochovala se pouze ta mladší. Starší obsahovala informace o norských králích, které využili pozdější autoři ság.